# ジェラルド・ファネンブルグ
ジェラルド・ファネンブルグ（Gerald Vanenburg、1964年3月5日 - ）は、オランダ・ユトレヒト出身の元サッカー選手、サッカー指導者。選手時代のポジションはMF、DF（リベロ）。オランダ現地での発音は「ヘラルト・ファネンブルフ」。

## 略歴
アヤックスの下部組織で育ち1980年に1軍デビューを果たすと、直ぐに頭角を現しレギュラーの座を掴むと3度のリーグ優勝に貢献した。この活躍によりオランダ代表に選出され、1982年4月14日のギリシャ戦において代表デビューを果たした。
その後は伸び悩んでいた中、1986-1987シーズンにはPSVアイントホーフェンへ移籍し中心選手として活躍をみせ、5度のリーグ優勝に貢献。、1987-88シーズンにはUEFAチャンピオンズカップ決勝のベンフィカ戦では先発フル出場、PK戦では4人目のキッカーとしてPKを成功させ優勝を果たした。1988-89シーズン開幕前にはミカエル・ラウドルップとのトレードでユベントス移籍の話も出ていたが、チームと4年間の契約を延長した。同年日本で開催されたインターコンチネンタルカップのナショナル戦に先発出場したが、69分に交代、チームは2-2から延長PK戦の末に敗れた。
EURO1988では右ウイングの位置から中盤を組み立て優勝に貢献した。1990年のイタリアW杯ではグループリーグ初戦のエジプト戦で先発出場したが、後半開始から途中交代を命じられ、その1試合のみの出場に留まった。1992年10月14日のFIFA ワールドカップ 1994予選、ポーランド戦で途中交代で出場を果たしたが、この試合が代表最後の試合となった。
1993年には日本代表監督であったハンス・オフトから誘われる形で、当時JFLのヤマハ発動機（ジュビロ磐田）へ入団、広い視野、高いテクニックと左足の正確なキックを武器にチームに貢献、その後迎える磐田の黄金時代に大きな影響を与えた。1994年度には週刊サッカーマガジンが選出したJリーグ年間ベストイレブンに選出されている(ポイントは第1位)。
1994年4月13日のジェフユナイテッド市原戦でJリーグ初ゴールを決めた。加入当初は中盤の司令塔としてプレーしたが、ドゥンガの加入後はリベロとしてプレーした。1995年は古傷である左膝の状態が悪く、1stステージ序盤から終盤まで欠場、複帰後もフル出場は出来ない状態であった。1996年9月21日、第20節のアビスパ福岡戦で2ゴール(2点目のゴールは磐田での最後のゴール)を決めて勝利に貢献するなどの活躍をしていたが、その後は負傷で第22節から25節まで欠場、10月26日、第26節のジェフ市原戦で複帰、74分から藤田俊哉との交代で出場するも、その試合で負傷し、82分に交代を強いられ、この試合が磐田でも最後の試合となった。Jリーグ通算は86試合14ゴールの成績を残した。
磐田退団後は故郷のクラブチーム・FCユトレヒトへ移籍した。その後フランスのASカンヌを経て、2000年、ドイツ・ブンデスリーガ・1860ミュンヘンを最後に現役を引退した。
引退後はPSVユースの監督、かつて在籍した1860ミュンヘンの監督を務めた。その後再びPSVの育成部門に復帰したが2006年3月現在フリー。2005年12月にはオランダサッカー協会の指導者ライセンスを取得している。

## トピックス
- オランダのファンからは、ブラジル人張りのテクニシャンでドリブルの名手と言う意味で「ヘラルジーニョ」の通称で呼ばれることもあった[16][5]。

## 所属クラブ
- 1980年-1986年  アヤックス
- 1986年-1993年  PSVアイントホーフェン
- 1993年-1996年  ヤマハ発動機/ジュビロ磐田
- 1996年-1997年  ユトレヒト
- 1997年-1998年  ASカンヌ
- 1998年-2000年  1860ミュンヘン

## 個人成績
| 国内大会個人成績 | 国内大会個人成績 | 国内大会個人成績 | 国内大会個人成績     | 国内大会個人成績 | 国内大会個人成績            | 国内大会個人成績 | 国内大会個人成績 | 国内大会個人成績 | 国内大会個人成績 | 国内大会個人成績 | 国内大会個人成績 |
| 年度             | クラブ           | 背番号           | リーグ               | リーグ戦         | リーグ戦                    | リーグ杯         | リーグ杯         | オープン杯       | オープン杯       | 期間通算         | 期間通算         |
| 年度             | クラブ           | 背番号           | リーグ               | 出場             | 得点                        | 出場             | 得点             | 出場             | 得点             | 出場             | 得点             |
| オランダ         | オランダ         | オランダ         | オランダ             | リーグ戦         | リーグ戦                    | リーグ杯         | リーグ杯         | KNVBカップ       | KNVBカップ       | 期間通算         | 期間通算         |
| ---------------- | ---------------- | ---------------- | -------------------- | ---------------- | --------------------------- | ---------------- | ---------------- | ---------------- | ---------------- | ---------------- | ---------------- |
| 1980-81          | アヤックス       |                  | エールディヴィジ     | 11               | 3                           |                  |                  |                  |                  |                  |                  |
| 1981-82          | アヤックス       |                  | エールディヴィジ     | 32               | 13                          |                  |                  |                  |                  |                  |                  |
| 1982-83          | アヤックス       |                  | エールディヴィジ     | 33               | 17                          |                  |                  |                  |                  |                  |                  |
| 1983-84          | アヤックス       |                  | エールディヴィジ     | 34               | 7                           |                  |                  |                  |                  |                  |                  |
| 1984-85          | アヤックス       |                  | エールディヴィジ     | 29               | 12                          |                  |                  |                  |                  |                  |                  |
| 1985-86          | アヤックス       |                  | エールディヴィジ     | 34               | 12                          |                  |                  |                  |                  |                  |                  |
| 1986-87          | PSV              |                  | エールディヴィジ     | 34               | 9                           |                  |                  |                  |                  |                  |                  |
| 1987-88          | PSV              |                  | エールディヴィジ     | 34               | 1                           |                  |                  |                  |                  |                  |                  |
| 1988-89          | PSV              |                  | エールディヴィジ     | 34               | 10                          |                  |                  |                  |                  |                  |                  |
| 1989-90          | PSV              |                  | エールディヴィジ     | 21               | 6                           |                  |                  |                  |                  |                  |                  |
| 1990-91          | PSV              |                  | エールディヴィジ     | 29               | 11                          |                  |                  |                  |                  |                  |                  |
| 1991-92          | PSV              |                  | エールディヴィジ     | 19               | 7                           |                  |                  |                  |                  |                  |                  |
| 1992-93          | PSV              |                  | エールディヴィジ     | 28               | 4                           |                  |                  |                  |                  |                  |                  |
| 日本             | 日本             | 日本             | 日本                 | リーグ戦         | リーグ戦                    | リーグ杯         | リーグ杯         | 天皇杯           | 天皇杯           | 期間通算         | 期間通算         |
| 1993             | ヤマハ           |                  | 旧JFL1部             | -                | -                           | 4                | 2                | 1                | 0                | 5                | 2                |
| 1994             | 磐田             | -                | J                    | 43               | 8                           | 4                | 0                | 1                | 0                | 48               | 8                |
| 1995             | 磐田             | -                | J                    | 21               | 1                           | -                | -                | 2                | 1                | 23               | 2                |
| 1996             | 磐田             | -                | J                    | 22               | 5                           | 12               | 3                | 0                | 0                | 34               | 8                |
| オランダ         | オランダ         | オランダ         | オランダ             | リーグ戦         | リーグ戦                    | リーグ杯         | リーグ杯         | KNVBカップ       | KNVBカップ       | 期間通算         | 期間通算         |
| 1996-97          | ユトレヒト       |                  | エールディヴィジ     | 9                | 2                           |                  |                  |                  |                  |                  |                  |
| フランス         | フランス         | フランス         | フランス             | リーグ戦         | リーグ戦                    | F・リーグ杯      | F・リーグ杯      | フランス杯       | フランス杯       | 期間通算         | 期間通算         |
| 1997-98          | カンヌ           |                  | ディヴィジョン・アン | 26               | 6                           |                  |                  |                  |                  |                  |                  |
| ドイツ           | ドイツ           | ドイツ           | ドイツ               | リーグ戦         | リーグ戦                    | リーグ杯         | リーグ杯         | DFBポカール      | DFBポカール      | 期間通算         | 期間通算         |
| 1998-99          | 1860ミュンヘン   |                  | ブンデスリーガ       | 27               | 2                           |                  |                  |                  |                  |                  |                  |
| 1999-00          | 1860ミュンヘン   |                  | ブンデスリーガ       | 15               | 0                           |                  |                  |                  |                  |                  |                  |
| 通算             | オランダ         | オランダ         | エールディヴィジ     | 381              | 114\|\|\|\|\|\|\|\|\|\|\|\| |                  |                  |                  |                  |                  |                  |
| 通算             | 日本             | 日本             | J                    | 86               | 14                          | 16               | 3                | 3                | 1                | 105              | 18               |
| 通算             | 日本             | 日本             | 旧JFL1部             | -                | -                           | 4                | 2                | 1                | 0                | 5                | 2                |
| 通算             | フランス         | フランス         | デヴィジョン・アン   | 26               | 6\|\|\|\|\|\|\|\|\|\|\|\|   |                  |                  |                  |                  |                  |                  |
| 通算             | ドイツ           | ドイツ           | ブンデスリーガ       | 42               | 2\|\|\|\|\|\|\|\|\|\|\|\|   |                  |                  |                  |                  |                  |                  |
| 総通算           | 総通算           | 総通算           | 総通算               | 535              | 136\|\|\|\|\|\|\|\|\|\|\|\| |                  |                  |                  |                  |                  |                  |

## 代表歴

### 試合数
- 国際Aマッチ 42試合 1得点（1982年-1992年）[17]

| オランダ代表 | 国際Aマッチ | 国際Aマッチ |
| 年           | 出場        | 得点        |
| ------------ | ----------- | ----------- |
| 1982         | 4           | 0           |
| 1983         | 5           | 1           |
| 1984         | 0           | 0           |
| 1985         | 0           | 0           |
| 1986         | 4           | 0           |
| 1987         | 7           | 0           |
| 1988         | 10          | 0           |
| 1989         | 4           | 0           |
| 1990         | 6           | 0           |
| 1991         | 1           | 0           |
| 1992         | 1           | 0           |
| 通算         | 42          | 1           |

## 指導歴
- 2001年-2004年　 PSVアイントホーフェン ユース監督
- 2004年 　　　　 TSV1860ミュンヘン 監督
- 2006年-2007年　 ヘルモント・スポルト 監督
- 2008年 　　　　 FCアイントホーフェン 監督
- 2008年 　　　　 ヴィレムII コーチ

## タイトル

### 選手時代
アヤックス・アムステルダム
- エールディヴィジ:3回（1981-82、1982-83、1984-85）
- KNVBカップ:2回（1892-83、1985-86）

PSVアイントホーフェン
- エールディヴィジ:5回（1986-87、1987-88、1988-89、1990-91、1991-92）
- KNVBカップ:3回（1987-88、1988-89、1989-90）
- ヨハン・クライフ・スハール:1回（1992）
- UEFAチャンピオンズカップ:1回（1987-88）

オランダ代表
- UEFA欧州選手権:1回（1988）

個人
- ハウデン・スヒューン:2回（1988、1989）